# Serches
Serches ist eine französische Gemeinde mit 277 Einwohnern (Stand: 1. Januar 2022) im Département Aisne in der Region Hauts-de-France (vor 2016: Picardie). Sie gehört zum Arrondissement Soissons und zum Kanton Soissons-2.

## Geographie
Die Gemeinde Serches liegt etwa sieben Kilometer westsüdwestlich des Stadtzentrums von Soissons. Nachbargemeinden von Serches sind Ciry-Salsogne im Norden und Nordosten, Couvrelles im Osten, Maast-et-Violaine und Nampteuil-sous-Muret im Süden, Chacrise im Südwesten sowie Acy im Westen.

## Bevölkerungsentwicklung
| Jahr                       | 1962 | 1968 | 1975 | 1982 | 1990 | 1999 | 2006 | 2015 | 2022 |
| Einwohner                  | 299  | 310  | 282  | 254  | 304  | 293  | 298  | 311  | 277  |
| Quellen: Cassini und INSEE |      |      |      |      |      |      |      |      |      |

## Sehenswürdigkeiten
- Kirche Saint-Crépin-et-Saint-Crépinien, seit 1927 Monument historique
- Komturei von Le Mont-du-Soissons, Kommanderie des Tempelritterordens, seit 1927 Monument historique

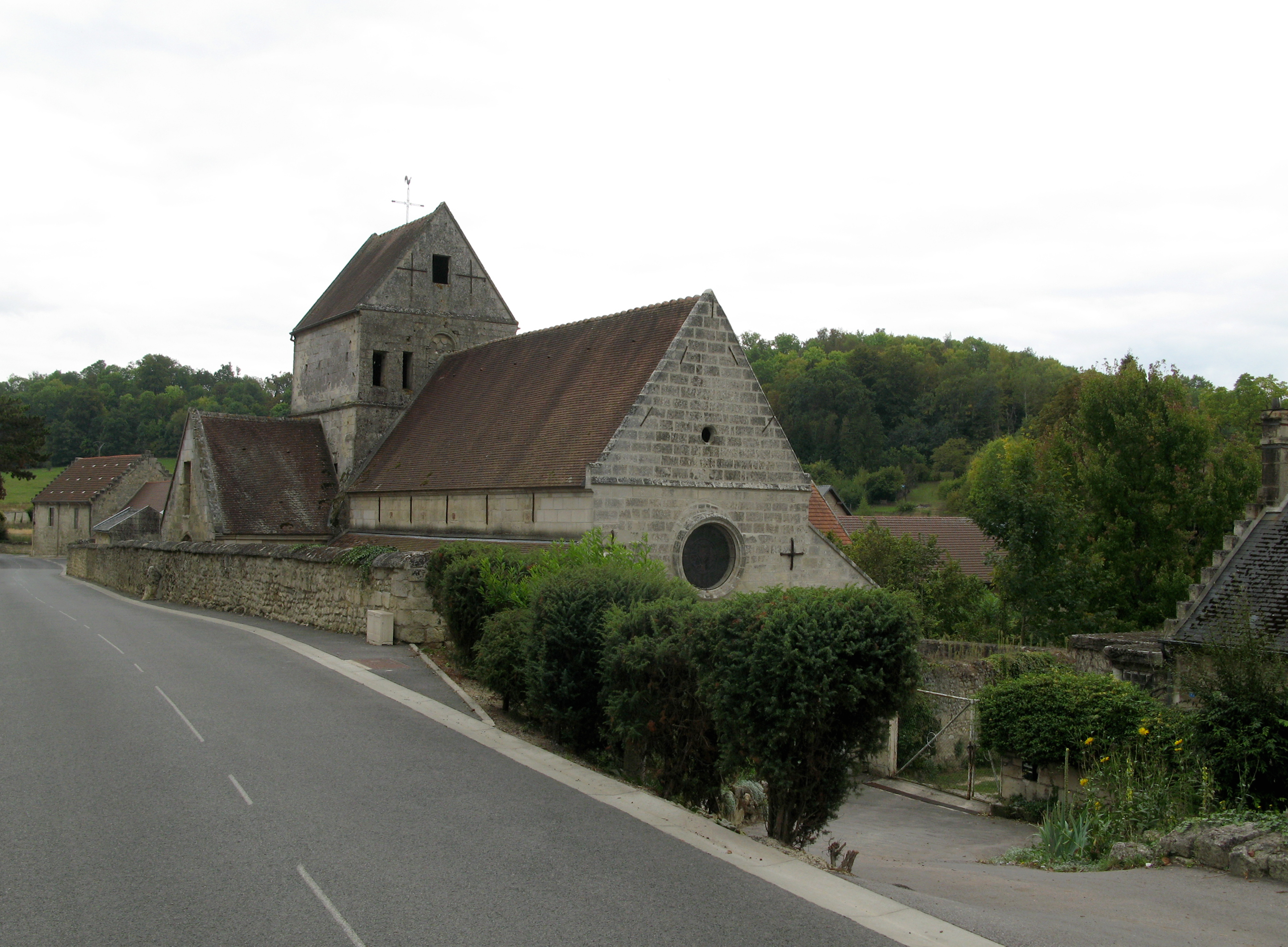
Kirche Saint-Crépin-et-Saint-Crépinien
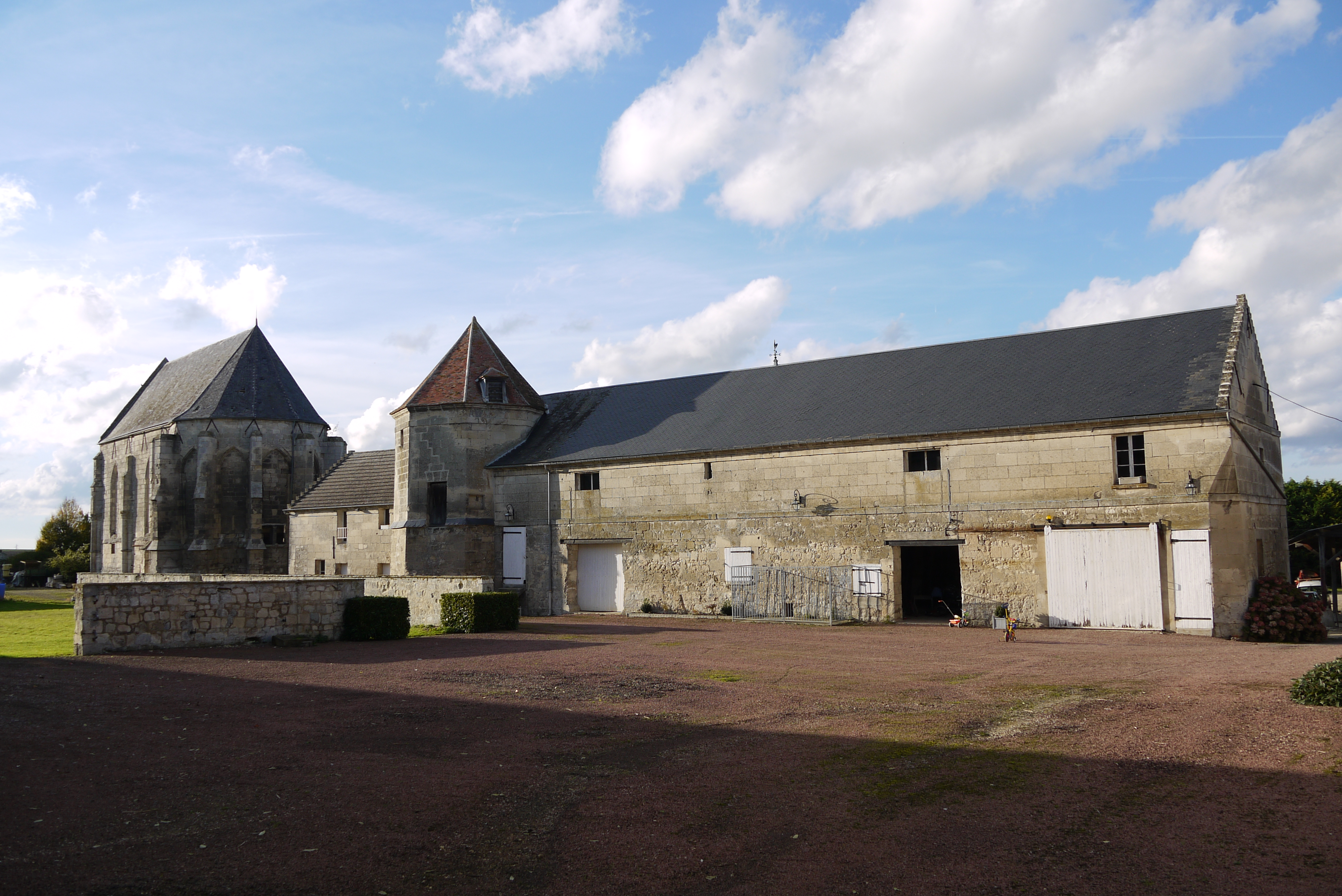
Komturei von Mont-de-Soissons